# Lucrezia Stefanini
Lucrezia Stefanini (ur. 15 maja 1998 we Florencji) – włoska tenisistka.

## Kariera tenisowa
W karierze zwyciężyła w dzieSięciu singlowych i dwóch deblowych turniejach rangi ITF. 7 sierpnia 2023 roku zajmowała najwyższe miejsce w rankingu singlowym WTA Tour – 99. pozycję, natomiast 18 kwietnia 2022 osiągnęła najwyższą pozycję w rankingu deblowym – 393. miejsce.
W rozgrywkach WTA zadebiutowała w 2021 w Abu Zabi, awansując do głównego turnieju po pokonaniu Iriny Fetecău w ostatniej rundzie kwalifikacji.

## Wygrane turnieje rangi ITF
| turnieje z pulą nagród 100 000 $ (W100)  |
| turnieje z pulą nagród 80 000 $ (W80)    |
| turnieje z pulą nagród 60 000 $ (W75)    |
| turnieje z pulą nagród 40 000 $ (W50)    |
| turnieje z pulą nagród 25/30 000 $ (W35) |
| turnieje z pulą nagród 15 000 $ (W15)    |
| turnieje z pulą nagród 10 000 $          |

### Gra pojedyncza
|     | Data       | Turniej            | ($)    | Naw.   | Finalistka                | Wynik            |
| 1.  | 04/06/2017 | Hammamet           | 15 000 | ziemna | Eleni Kordolaimi          | 7:6(5), 6:1      |
| 2.  | 10/11/2019 | Monastyr           | 15 000 | twarda | Sada Nahimana             | 6:4, 6:0         |
| 3.  | 16/05/2021 | Salinas            | 25 000 | twarda | Susan Bandecchi           | 6:1, 6:3         |
| 4.  | 15/08/2021 | Radom              | 25 000 | ziemna | Miriam Kolodziejová       | 4:6, 6:2, 6:3    |
| 5.  | 06/02/2022 | Szarm el-Szejk     | 25 000 | twarda | Alexandra Cadanțu-Ignatik | 6:2, 3:0 krecz   |
| 6.  | 04/09/2022 | Collonge-Bellerive | 60 000 | ziemna | Sinja Kraus               | 6:2, 6:1         |
| 7.  | 18/09/2022 | Caldas da Rainha   | 60 000 | twarda | Marina Bassols Ribera     | 3:6, 6:1, 7:6(3) |
| 8.  | 16/04/2023 | Szarm el-Szejk     | 25 000 | twarda | Emina Bektas              | 6:3, 7:6(5)      |
| 9.  | 30/04/2023 | Calvi              | 40 000 | twarda | Heather Watson            | 6:2, 3:6, 6:3    |
| 10. | 02/06/2024 | Montemor-o-Novo    | 40 000 | twarda | Talia Gibson              | 6:4, 6:0         |